# Ильинский сельсовет (Октябрьский район)
Ильинский сельсовет — сельское поселение в Октябрьском районе Оренбургской области Российской Федерации.
Административный центр — село Ильинка.

## История
9 марта 2005 года в соответствии с законом Оренбургской области № 1921/358-III-ОЗ образовано сельское поселение Ильинский сельсовет, установлены границы муниципального образования.

## Население
| 2010 | 2012 | 2013 | 2014 | 2015 | 2016 | 2017 |
| ---- | ---- | ---- | ---- | ---- | ---- | ---- |
| 442  | ↘415 | ↗427 | ↗429 | ↘428 | ↘409 | ↘391 |
| 2018 | 2019 | 2020 | 2021 |      |      |      |
| ↘369 | ↘351 | ↗363 | ↘342 |      |      |      |

## Состав сельского поселения
| № | Населённый пункт | Тип населённого пункта       | Население |
| - | ---------------- | ---------------------------- | --------- |
| 1 | Ильинка          | село, административный центр | 273       |
| 2 | Петровка         | село                         | 140       |
| 3 | Сенцовка         | село                         | 29        |